# Cairn Energy
Cairn Energy, appelé Capricorn Energy depuis le 31 décembre 2021, est une entreprise de production et de distribution d'énergie basée à Édimbourg, au Royaume-Uni. L'entreprise est active en Albanie, au Bangladesh, aux États-Unis, au Groenland, en Inde, au Népal, au Royaume-Uni et en Tunisie et produit environ 33 000 barils équivalent pétrole par jour. La plus grande partie de ses activités se trouvent en Inde, au Rajasthan, où Cairn Energy a effectué plus de 20 découvertes, dont une majeure.
Cairn Energy est inscrit à la Bourse de Londres et fait partie de l'indice FTSE 250. L'entreprise est également inscrite, de manière secondaire, à la Bourse de Bombay.
En juin 2022, Tullow Oil annonce fusionner ses activités avec Capricorn Energy, anciennement Cairn Energy, dans une transaction d'une valeur de 656,9 millions de livres. Le nouvel ensemble sera dirigé par le PDG de Tullow Oil et les actionnaires de ce dernier seront majoritaires dans le nouvel ensemble. La nouvelle entité entend devenir un « leader énergétique de premier plan en Afrique ».

## Inde
En 2006, Cairn Energy a créé une société séparée, Cairn India Limited pour la gestion de ses activités en Inde, au Népal et au Bangladesh. Cairn Energy détient 69,9 % du capital de cette société. La production dans le champ pétrolier de Mangala, au Rajasthan, découvert en 1999, a débuté en août 2009. À terme, ce champ devrait couvrir 6 % de la consommation indienne de pétrole et 20 % de sa production.

## Groenland
Cairn Energy opère au Groenland par le biais de sa filiale Capricorn Greenland Exploration Limited. La compagnie dispose de six licences d'exploration au Groenland occidental: quatre en tant qu'opérateur (Sigguk, Eqqua, Kingittoq et Saqqamuit) et deux en tant que partenaire minoritaire de EnCana Corporation (Atammik et Lady Franklin). La compagnie pourrait commencer ses forages dans la région dès l'été 2011 et être ainsi la première à le faire, s'attirant ainsi les foudres d'organisations écologistes comme Greenpeace.